# Aarhus Østkredsen
Aarhus Østkredsen (Aarhus 1. kreds) er fra 2007 en opstillingskreds i Østjyllands Storkreds. I 1971-2006 var kredsen en opstillingskreds i Århus Amtskreds.
Den 8. februar 2005 var der 57.943 stemmeberettigede vælgere i kredsen.
Kredsen rummede i 2005 flg. kommuner og valgsteder::
1. Aarhus Kommune
  1. Bellevue-Hallen
  2. Ellevangsskolen, Vejlby
  3. Rådhushallen
  4. Samsøgades Skole
  5. Skæring Skole
  6. Skødstrup Hallen
  7. Sølystskolen, Egå
  8. Vejlby Skole
  9. Virupskolen, Hjortshøj

I kredsen har bl.a. Jacob Haugaard, Jens Joel, Keld Albrechtsen og Svend Auken opnået valg.

## Folketingskandidater pr. 25/11-2018

### Valgkredsens kandidater for de pr. november 2018 opstillingsberettigede partier
| Liste | Parti                       | Kandidat                    | Bemærk |
| ----- | --------------------------- | --------------------------- | ------ |
| A     | Socialdemokratiet           | Jens Joel                   |        |
| B     | Radikale Venstre            |                             |        |
| C     | Det Konservative Folkeparti | Katarina Ammitzbøl          |        |
| D     | Nye Borgerlige              | Inger-Marie Tryde Martensen |        |
| F     | Socialistisk Folkeparti     |                             |        |
| I     | Liberal Alliance            |                             |        |
| K     | Kristendemokraterne         | Isabella Arendt             |        |
| O     | Dansk Folkeparti            | Jakob Søgaard Clausen       |        |
| V     | Venstre                     | Heidi Bank                  |        |
| Ø     | Enhedslisten                | Nikolaj Villumsen           |        |
| Å     | Alternativet                |                             |        |